# Hitoshi Doi
Hitoshi Doi (土井仁志 Doi Hitoshi?) , nacido el 17 de octubre de 1963 en Chigasaki, prefectura de Kanagawa, Japón. Ha mantenido una de las más antiguas y extensas páginas web de información sobre anime y seiyūs en idioma inglés, fundada el 10 de junio de 1994. Sin embargo, Doi ha participado en foros de anime en lengua inglesa (al menos) desde 1989.
La base de datos de seiyūs de Doi contiene alrededor de 50,000 registros (a 2001), y ha sido expandida a unos 76,000 registros en agosto de 2006. Tiene unas 9,400 páginas individuales en su website y es uno de los fans de anime y seiyū más conocidos en el mundo angloparlante. Su website ha alcanzado más de 100,000 visitas diarias.

## Béisbol
La carrera de Doi en el béisbol empezó en 1989, y ha ganado premios en 1992, 2001 y 2002.

## Cobertura en los medios
Hitoshi Doi ha sido entrevistado sobre la cultura otaku en el programa canadiense Undercurrents de la CBC, emitida el 22 de noviembre de 2006 en CBC.